# 1084 Tamariwa
1084 Tamariwa è un asteroide della fascia principale del diametro medio di circa 27,19 km. Scoperto nel 1926, presenta un'orbita caratterizzata da un semiasse maggiore pari a 2,6883063 UA e da un'eccentricità di 0,1312077, inclinata di 3,89303° rispetto all'eclittica.
Il suo nome fa riferimento alla paracadutista sovietica Tamara Ivanova.